# Rikshövitsman
Rikshövitsman (deutsch Reichshauptmann) war ein spätmittelalterliches Amt in Schweden. Der Rikshövitsman, der von den Reichsversammlungen gewählt wurde, war Oberbefehlshaber für die nationalen Armeen in den Unionskriegen gegen die Unionskönige der Kalmarer Union. U.a. hatten Engelbrekt Engelbrektsson 1435–36 und Karl Knutsson 1436–39 diese Stellung inne. Das Amt war die militärische Entsprechung zum Reichsverweser.